# ZX Next
ZX Next je jednou z ruských variant počítače Sinclair ZX Spectrum. Autory návrhu počítače jsou Konstantin Sviridov a Leonid Ermakov, práce na návrhu počítače začaly v roce 1989, první exempláře se na trhu objevily v roce 1993. Poslední exempláře byly vyrobeny v roce 1994. Počítač je modulární konstrukce, jeho možnosti je možné rozšířit pomocí rozšiřujících karet. Některé verze počítače mají modul řadiče Beta Disk nebo řadič 128KiB paměti integrován na základní desce. Počítač má dva procesory Z80, druhý procesor Z80 nahrazuje obvod ULA.
ROM s programem pro druhý procesor Z80 je šifrovaná záměnou jednotlivých adresních vodičů adresové sběrnice a využitím signálu /M1 pro adresování paměti ROM, aby bylo znesnadněno její kopírování a disassemblování.
Je možné, že počítač ZX Next je vývojovou verzí počítače Sprinter.

## Technické informace
- procesor: 2x Z80 (jedna jako grafický koprocesor), 3,5 MHz, režim turbo 7 MHz,[2]
- RAM: až 512 KiB,
- ROM
  - ROM hlavního procesoru: 32 nebo 64 KiB,
  - ROM druhého procesoru: 4 KiB,
- funkční port FF,
- RS-232, zapojeno stejně jako u ZX Spectra 128K,
- grafické režimy:
  - ZX Spectrum,
  - 640 x 200, CGA,
- disketový řadič Beta Disk,
- řadič IDE,
- síť 10 MB/s.[5]

Počítač může mít 64, 128 nebo 512 KiB RAM. V případě, že je osazeno pouze 64 KiB paměti RAM, počítač je kompatibilní se ZX Spectrem 48K. V případě osazení počítače 128 KiB paměti RAM je její rozložení shodné shodné s rozložením paměti ZX Spectra 128K, ovšem při zakázání stránkování nedojde pouze k vlastnímu zákazu zápisu na stránkovací port, ale navíc dojde ke změně rozložení paměti tak, že jsou v adresním prostoru procesoru dostupné stránky paměti RAM č. 4, 5, 6 a 7. V obou případech je možné místo systémové paměti ROM nebo místo ROM řadiče Beta Disk připojit paměť RAM. V případě osazení 512 KiB RAM je možné stránkovat paměť i v adresních prostorech 16384 – 32767 a 32768 – 49151 a nastavit stránku RAM, která může být připojena místo ROM.
|  | 65535 49152 | RAM 0 | RAM 1  | RAM 2     | RAM 3      | RAM 4 | RAM 5 | RAM 6  | RAM 7  | ... | RAM 31 |  | RAM 7 |  |  |
|  | 49151 32768 | RAM 2 | RAM 10 | RAM 18    | RAM 26     |       |       |        |        |     |        |  | RAM 6 |  |  |
|  | 32767 16384 | RAM 5 | RAM 13 | RAM 21    | RAM 29     |       |       |        |        |     |        |  | RAM 5 |  |  |
|  | 16383 0     | ROM 0 | ROM 1  | NEXT BIOS | TR-DOS ROM | RAM 0 | RAM 8 | RAM 16 | RAM 24 |     |        |  | RAM 4 |  |  |